# Сенокос (картина Брейгеля)
«Сенокос» — картина Питера Брейгеля Старшего, написанная в 1565 году по заказу антверпенского купца Николаса Йонгелинка. Некогда украшение столовой в доме Йонгелинка, картина ныне является самым ценным образцом североевропейской живописи в коллекции богемского рода Лобковицы и хранится в их фамильном дворце в Пражском Граде. Предполагается, что «Сенокос» входит в цикл из шести картин «Времена года» (или «Двенадцать месяцев»), одна из которых утрачена, и представляет в нём два месяца — июнь с июлем, так как в северной Европе времён Брейгеля год делился не на четыре, а на шесть сезонов: раннюю весну, весну, раннее лето, лето, осень и зиму.
Как и на большинстве ранних картин Брейгеля, сцена показана со средней высоты. На переднем плане преобладают красно-землистые оттенки, на среднем — жёлтые и зелёные, на дальнем — голубые. Контраст между тёплыми тонами переднего плана и прохладными дальнего позволяет усилить пространственную глубину сцены. Слева на крутой скале виден монастырь, в центре на среднем плане — деревушка с церковью и ветряной мельницей за ней, вдали — пейзаж с конусообразной горой, рекой и голубым облачным небом. В правом нижнем углу везут товары на продажу – стручки бобовых культур и, вероятно, плоды земляничного дерева. В противоположном направлении идут три сборщицы урожая, самая молодая из которых смотрит на зрителя. В левом нижнем углу человек точит косу, хотя видимой необходимости в ней нет, так как луга уже скошены и уборщики заняты стогованием, однако этот персонаж нужен для контраста с динамикой переднего плана. Человеческие фигуры кажутся неотъемлемой частью природы, доминируя в ней со спокойствием, без карикатурной деформации и хаотичной сутолоки, иногда свойственной картинам Брейгеля. Кажется, что художник в изображении летней жары стремился передать радость и удовлетворение от работы.
В 1594 году Антверпен передал весь цикл «Времена года» в дар эрцгерцогу Эрнсту Австрийскому, штатгальтеру испанских Нидерландов, умершему год спустя. Считается, что при разделе его имущества весь цикл перешёл в собственность короля Рудольфа II. В венской описи имущества эрцгерцога Леопольда Вильгельма Австрийского 1659 года упоминается уже только пять картин цикла. Неизвестно, когда и при каких обстоятельствах «Сенокос» был приобретён родом Лобковицей, и впервые картина упоминается в их собственности только в 1870 году.